# Unguiculariopsis hamatopilosa
Unguiculariopsis hamatopilosa är en lavart som först beskrevs av Graddon, och fick sitt nu gällande namn av W.Y. Zhuang 1988. Unguiculariopsis hamatopilosa ingår i släktet Unguiculariopsis och familjen Helotiaceae.   Inga underarter finns listade i Catalogue of Life.